# Leptochilus chichimecus
Leptochilus chichimecus är en stekelart som först beskrevs av Henri Saussure 1857.  Leptochilus chichimecus ingår i släktet Leptochilus och familjen Eumenidae. Inga underarter finns listade i Catalogue of Life.